# 计量经济史
计量经济史（或者计量经济史学、数量经济史、计量历史学）是历史学的一种，它运用经济学理论和计量经济学的分析方法和工具研究历史问题，是历史学和经济学的结合。

## 学术贡献
作为历史学的分野之一，计量经济史侧重于研究经济史，引入了计量经济学的数理经济学和定量分析的方法后，使得整个经济史学界发生了变化。在计量经济学的帮助下，一些经济问题和经济政策在新的角度下被重新审视和研究。美国经济大萧条历史，国际贸易摩擦历史，贸易政策等问题都有了全新的解读。

## 计量经济史学家
计量经济史的研究者被称作：计量经济史学家。计量经济史最早出现于20世纪50年代的美国学界，并且越来越多经济学和历史学家参与其中。
目前在美国有行业协会：计量经济学社（The Cliometric Society）。英国伦敦政治经济学院有伦敦政治经济学院计量经济史讨论组（LSE Cliometric Group），提供计量经济史相关知识的讨论课。中国广东外语外贸大学有中国计量经济史研究中心，进行相关领域的研究。